# Steve Broussard
Steve Nelson Broussard (Los Angeles, Kalifornia, 1967. február 22. –) amerikai amerikaifutball-játékos és -edző, 2024-től a Cal Poly Mustangs running backjeinek edzője. Korábban több NFL-beli csapatban is játszott.

## Pályafutása

### Játékosként
1985-ben a Manual Arts középiskolában érettségizett, majd a Washington State Cougars játékosa lett; 2015-ben bekerült az egyetemi dicsőségcsarnokba.
Az 1990-es NFL-draft során az Atlanta Falcons kiválasztotta. 1998-ban vonult vissza.

### Edzőként
2000-ben a Don Lugo, 2001-ben pedig a Diamond Ranch középiskola támadókoordinátora volt; 2002–2003-ban utóbbi vezetőedzői pozícióját is betöltötte.
2004-ben a Portland State Vikings running backjeinek edzője, 2007-ben pedig a Washington State Cougars csapatkoordinátora lett. 2011-től az Arizona State Sun Devils, 2012-től pedig a UCLA Bruins munkatársa volt.
2014-ben az SMU Mustangs running backjeinek edzője, 2015-ben pedig a Pasadena City Mustangs támadókoordinátora volt. 2017 áprilisában a Fort Vancouver, 2018-ban pedig a St. Monica középiskola vezetőedzőjévé nevezték ki.

## NFL-statisztika
| Év               | Csapat             | G   | GS | Támadás | Támadás | Támadás | Támadás | Támadás | Támadás | Támadás | Támadás | Támadás | Elkapás | Elkapás | Elkapás | Elkapás | Elkapás | Elkapás | Elkapás | Elkapás | Elkapás | Elkapás | Elkapás | Elkapás | Labdaelvétel | Labdaelvétel | Labdaelvétel | Labdaelvétel | Labdaelvétel | Labdaelvétel | Labdaelvétel |
| Év               | Csapat             | G   | GS | Att     | Yds     | TD      | 1D      | %       | Lng     | Y/A     | Y/G     | A/G     | Tgt     | Rec     | Yds     | Y/R     | TD      | 1D      | %       | Lng     | R/G     | Y/G     | C%      | Y/Tgt   | T            | Y/T          | YScm         | RRTD         | Fmb          | AV           |              |
| ---------------- | ------------------ | --- | -- | ------- | ------- | ------- | ------- | ------- | ------- | ------- | ------- | ------- | ------- | ------- | ------- | ------- | ------- | ------- | ------- | ------- | ------- | ------- | ------- | ------- | ------------ | ------------ | ------------ | ------------ | ------------ | ------------ | ------------ |
| 1990             | Atlanta Falcons    | 13  | 10 | 126     | 454     | 4       | –       | –       | 50      | 3,6     | 34,9    | 9,7     | –       | 24      | 160     | 6,7     | 0       | –       | –       | 18      | 1,8     | 2,3     | –       | –       | 150          | 4,1          | 614          | 4            | 6            | 5            |              |
| 1991             | Atlanta Falcons    | 14  | 5  | 99      | 449     | 4       | –       | –       | 36      | 4,5     | 32,1    | 7,1     | –       | 12      | 120     | 10      | 1       | –       | –       | 25      | 0,9     | 8,6     | –       | –       | 111          | 5,1          | 569          | 5            | 1            | 4            |              |
| 1992             | Atlanta Falcons    | 15  | 1  | 84      | 363     | 1       | –       | –       | 27      | 4,3     | 24,2    | 5,6     | 16      | 11      | 97      | 8,7     | 1       | –       | –       | 24      | 0,7     | 6,4     | 68,8    | 6       | 95           | 4,8          | 459          | 2            | 3            | 4            |              |
| 1993             | Atlanta Falcons    | 8   | 0  | 39      | 206     | 1       | –       | –       | 26      | 5,3     | 25,8    | 4,9     | 2       | 1       | 4       | 4       | 0       | –       | –       | 4       | 0,1     | 0,5     | 50      | 2       | 40           | 5,3          | 210          | 1            | 0            | 2            |              |
| 1994             | Cincinnati Bengals | 13  | 3  | 94      | 403     | 2       | 21      | 39,4    | 37      | 4,3     | 31      | 7,2     | 48      | 34      | 218     | 6,4     | 0       | 10      | 39,6    | 25      | 2,6     | 16,8    | 70,8    | 4,5     | 128          | 4,9          | 621          | 2            | 5            | 4            |              |
| 1995             | Seattle Seahawks   | 15  | 1  | 46      | 222     | 1       | 14      | 47,8    | 21      | 4,8     | 14,8    | 3,1     | 18      | 10      | 94      | 9,4     | 0       | 4       | 27,8    | 25      | 0,7     | 6,3     | 55,6    | 5,2     | 56           | 5,6          | 316          | 1            | 4            | 2            |              |
| 1996             | Seattle Seahawks   | 12  | 0  | 15      | 106     | 1       | 4       | 73,3    | 26      | 7,1     | 8,8     | 1,3     | 9       | 6       | 26      | 4,3     | 0       | 1       | 33,3    | 9       | 0,5     | 2,2     | 66,7    | 2,9     | 21           | 6,3          | 132          | 1            | 2            | 1            |              |
| 1997             | Seattle Seahawks   | 16  | 1  | 70      | 418     | 5       | 24      | 51,4    | 77      | 6       | 26,1    | 4,4     | 30      | 24      | 143     | 6       | 1       | 6       | 36,7    | 20      | 1,5     | 8,9     | 80      | 4,8     | 94           | 6            | 561          | 6            | 0            | 4            |              |
| 1998             | Seattle Seahawks   | 15  | 0  | 5       | 4       | 0       | 0       | 0       | 3       | 0,8     | 0,3     | 0,3     | 7       | 4       | 21      | 5,3     | 0       | 1       | 14,3    | 16      | 0,3     | 1,4     | 57,1    | 3       | 9            | 2,8          | 25           | 0            | 1            | 1            |              |
| 9 éves eredmény  | 9 éves eredmény    | 121 | 21 | 578     | 2625    | 19      | 63      | 46,1    | 77      | 4,5     | 21,7    | 4,8     | 130     | 126     | 882     | 7       | 3       | 22      | 34,8    | 25      | 1       | 7,3     | 69,2    | 6,8     | 704          | 5            | 3507         | 22           | 22           | 27           |              |
| 17 játékos átlag | 17 játékos átlag   | 17  | 3  | 81      | 369     | 3       | –       | –       | 77      | 4,5     | 21,7    | 4,8     | –       | 18      | 124     | 7       | 0       | –       | –       | 25      | 1       | 7,3     | –       | –       | 99           | 0,7          | 493          | 3            | 3            | 4            |              |

## Fordítás
- Ez a szócikk részben vagy egészben  a   Steve Broussard című angol Wikipédia-szócikk ezen változatának fordításán alapul.  Az eredeti cikk szerkesztőit annak laptörténete sorolja fel. Ez a jelzés csupán a megfogalmazás eredetét és a szerzői jogokat jelzi, nem szolgál a cikkben szereplő információk forrásmegjelöléseként.